# Organización territorial de Noruega
La forma alargada de Noruega, sus numerosas barreras geográficas y su población dispersa han llevado a crear diversas convenciones para las subdivisiones del país. Estas han cambiado a lo largo del tiempo, y varias de ellas están continuamente en consideración.

## Divisiones formales
La administración política de Noruega tiene lugar en tres niveles:
- Reino: cubre toda la Noruega continental, así como los territorios de ultramar de Svalbard y Jan Mayen. Mientras que el archipiélago Svalbard está sujeto a un tratado internacional con algunos límites a la soberanía noruega, Jan Mayen comparte el gobernador de la provincia (fylkesmann) con Nordland.
- Provincias (en noruego: fylker, singular fylke): son 11, y derivan en parte de divisiones previas a la Constitución de Noruega de 1814 y a la independencia de 1905. Estas provincias son distritos electorales durante las elecciones al parlamento noruego.
- Municipios (en noruego: kommuner, singular kommune): existen 356,[1] además de la autoridad local de Longyearbyen, que comparte algunas similitudes con los municipios.

Además, algunas ciudades poseen subdivisiones administrativas internas:
- Barrios (en noruego: bydeler, singular bydel): son subdivisiones administrativas dentro de las grandes ciudades. En las estadísticas noruegas, solo Oslo, Bergen, Trondheim y Stavanger se dividen en barrios. También se puede traducir como distritos, pero esto causa confusión con los distritos tradicionales, unidad de división cultural no oficial del país. Los barrios, a su vez, suelen incluir total o parcialmente varios strøk —cuya traducción aproximada sería «vecindario»—, zonas históricas dentro de las grandes ciudades que suelen ser su división más conocida.

Por otro lado, algunas zonas no forman parte de las divisiones anteriores:
- Territorios dependientes: Isla Bouvet, Isla Pedro I y Tierra de la Reina Maud.

Con los avances en el transporte y las comunicaciones, los beneficios de estas divisiones están en continua discusión. La lista de municipios ha descendido desde 744 a principios de la década de 1960 hasta los 430 de hoy en día, y están previstas más uniones. Asimismo, las responsabilidades políticas de las provincias han ido disminuyendo.

## Divisiones informales
- Regiones (en noruego: landsdeler, singular landsdel): Noruega se ha dividido tradicionalmente en seis regiones, que representan aproximadamente zonas con dialectos y culturas comunes: Nord-Norge, Trøndelag, Vestlandet, Sørlandet y Østlandet. Estas regiones no tienen estatus oficial en el gobierno, pero se utilizan en algunas organizaciones públicas como la Administración de Carreteras Públicas o las autoridades de sanidad regionales. En ocasiones se considera como región Midt-Norge, que incluye la región de Trøndelag y la provincia de Møre og Romsdal. Además, Trøndelag y Nord-Norge se conocen conjuntamente como Nordenfjells («Montañas nórdicas»). Por último, popularmente se conoce como Laponia o área Sápmi a la zona que se extiende hacia Suecia, Finlandia y Rusia, compuesta por la región de Nord-Norge junto a la provincia de Trøndelag.

| Región     | Provincias                                   |
| ---------- | -------------------------------------------- |
| Nord-Norge | Nordland, Troms og Finnmark                  |
| Trøndelag  | Trøndelag                                    |
| Vestlandet | Møre og Romsdal, Vestland, Rogaland          |
| Sørlandet  | Agder                                        |
| Østlandet  | Oslo, Viken, Vestfold og Telemark, Innlandet |
| Svalbard   | Svalbard                                     |

- Distritos (en noruego: distrikter, singular distrikt): representan un área organizada por dialecto o cultura común o bien por barreras geográficas. Sus límites no están claramente definidos, y algunas zonas pueden considerarse parte de varios distritos. Los distritos son más grandes que los municipios y más pequeños que las provincias, aunque algunos pueden extenderse más allá de ellas.